# Karol G
Carolina Giraldo Navarro (* 14. února 1991 Medellín, Kolumbie), známá pod uměleckým jménem Karol G, je kolumbijská zpěvačka. Je považována za jednu z nejvlivnějších umělkyň v žánru reggaeton a urban pop. Získala řadu ocenění, včetně ceny Grammy, šesti cen Latin Grammy Awards a pěti cen Billboard Music Awards. Má na svém kontě jedenáct zápisů v Guinnessově knize rekordů.

## Životopis
Karol G se narodila a vyrůstala v kolumbijském Medellínu a svou kariéru zahájila již jako teenagerka, když se objevila v kolumbijské verzi soutěže The X Factor. V roce 2014 se přestěhovala do New Yorku, kde se začala více věnovat hudebnímu průmyslu, a podepsala smlouvu s Universal Music Latino. Na konci roku 2018 se její duet „Secreto“ stal hitem v Latinské Americe, když ona a portorikánský umělec Anuel AA veřejně potvrdili svůj vztah prostřednictvím hudebního videa.
V červenci 2019 vydala ve spolupráci s Anuelem AA, Daddy Yankee, Ozunou a J Balvinem singl „China“, který se stal jejím prvním videoklipem s více než miliardou zhlédnutí na YouTube. V květnu 2019 vydala album Ocean, které se stylově odklonilo od jejího debutového alba Unstoppable a přineslo více reggaetónu.
Mezi populární singly z alba patří titulní skladba (později vydaná jako remix s Jessie Reyez). Později téhož roku se její píseň „Tusa“ dostala do mezinárodních hitparád a získala 28× latinskou platinovou desku od RIAA. V roce 2020 získala čtyři nominace na Latin Grammy Awards.
Během pandemie Covidu-19 a na začátku roku 2021 vydala úspěšné písně, včetně některých ze svých nejznámějších („Ay, Dios Mío!“, „Bichota“ a „Location“), které předcházely jejímu třetímu albu KG0516, které vyšlo na jaře téhož roku a obsadilo první místo v americké hitparádě latinských alb.
Karol G vydala své čtvrté album Mañana Será Bonito na jaře roku 2023. Deska byla historicky první španělsky zpívané album ženské umělkyně, které debutovalo na prvním místě americké hitparády Billboard 200. Svého největšího úspěchu v americké hitparádě Billboard Hot 100 dosáhla se skladbou „TQG“, na které spolupracovala s kolumbijskou zpěvačkou a skladatelkou Shakirou. Na začátku roku 2024 získala svou první cenu Grammy na 66. ročníku udílení cen v nově vytvořené kategorii Música Urbana Album.
V červnu 2025 vydala své páté studiové album Tropicoqueta (2025). Na albu se objevili například hudebníci Manu Chao, Mariah Angeliq a Feid.

### Osobní život
V lednu 2019 navázala vztah s portorickým zpěvákem Anuelem AA. Společně pracovali na písních a následně se zasnoubili. V dubnu 2021 oznámili, že zásnuby zrušili a vztah ukončili. Na začátku roku 2023 zveřejnila vztah s kolumbijským hudebníkem Feidem.

## Diskografie

### Studiová alba
- Unstoppable (2017)
- Ocean (2019)
- KG0516 (2021)
- Mañana Será Bonito (2023)
- Tropicoqueta (2025)